# Festival international du film de Chicago
Pour les articles homonymes, voir CIFF.
Le Festival international du film de Chicago (Chicago International Film Festival ou CIFF) est un festival de cinéma américain créé en 1964 et qui se déroule chaque année à Chicago.

## Historique
Fondé par Michael Kutza en 1964, ce festival a ouvert ses portes en 1965. C'est l'un des événements cinématographiques les plus anciens en Amérique du Nord.

## Prix décernés
Compétition internationale
- Gold Hugo du meilleur film
- Silver Hugo du meilleur acteur
- Silver Hugo de la meilleure actrice
- Silver Hugo du meilleur scénario

Compétition des nouveaux réalisateurs
- Gold Hugo
- Silver Hugo

Compétition Docufest
- Gold Hugo
- Silver Hugo
- Gold Plaque
- Silver Plaque
- Certificate of Merit

Compétition After Dark
- Gold Hugo
- Silver Hugo

Compétition des courts métrages
- Gold Hugo du meilleur court métrage
- Silver Hugo du meilleur court métrage animé
- Silver Hugo du meilleur court métrage documentaire
- Silver Hugo du meilleur court métrage narratif
- Gold Plaque

Prix du public
- Founder's Award du film préféré
- Film préféré
- Film documentaire préféré
- Chicago Award

Récompenses spéciales
- Lifetime Achievement Awards
- Career Achievement Awards

## Palmarès 1993

### Prix spécial du jury du meilleur réalisateur
- Krzysztof Kieslowski pour Trois Couleurs : Bleu

## Palmarès 2010

### Meilleur long métrage
- La Princesse de Montpensier •  France

### Meilleur réalisateur
- Bertrand Tavernier pour La Princesse de Montpensier

## Palmarès 2013

### Prix du public
- Le Cinquième Pouvoir (The Fifth Estate) – Bill Condon